# Бар Саума
Бар Саума (сир. ܒܪܨܘܡܐ; греч. Βαρσοῦμας) — имя и прозвище нескольких деятелей несторианской и яковитской церквей, использующих сирийский язык как литургический. Бар Саума (Бар Сума, Бар Сома, Бар Савма, Варсума, Барсум) на сирийском языке означает «сын поста», «постник». В русскоязычной церковной литературе принят устаревший вариант перевода Варсума.
- Бар Саума (ок. 384—456/458) — святой коптской и сирийской церквей, настоятель и основатель монастыря; противник несторианства. В его честь монахи его монастыря часто принимали это имя.
- Бар Саума (415/420—492/95) — епископ нисибийский, насаждавший несторианство в Персии.
- Бар Саума[англ.] — католикос — патриарх Востока (1134—1136).
- Бар Саума[греч.] — дука Эдессы[греч.] (1086—1087)
- Михаил II Барсум[англ.] (ум. 1312) — архимандрит монастыря в Кувейкате близ Мопсуетии и патриарх западных яковитов в 1292—1312 годах в период раскола[1].
- Раббан Саума (1220—1294) — несторианский монах, посол на службе ильханов.
- Григорий III Бар Саума (ум. 1307/1308) — мафриан (1288—1307/1308), брат Бар-Эбрея.
- Барсум Аль-Эриан[нем.] (?—1317) — коптский святой, аскет[2].
- Игнатий Бар Саума из Мидьята — патриарх Сирийской православной церкви из Тур-Абдинской линии (1740—1791)
- Грегориос Барсаума — последний митрополит монастыря Мар Барсаума, изгнанный монахами в 1676 году[3].
- Игнатий Афрем I Барсум[англ.] (1887—1957) — патриарх Сирийской яковитской церкви в 1933—1957 годах.